# Ensino coletivo musical no Brasil
O termo Ensino Coletivo implica um aprendizado que abrange um maior número de educandos. A educação em escolas regulares utiliza-se deste modo de ensino e consequentemente as diferentes disciplinas que incorporam o ensino, como por exemplo: matemática, geografia, história, etc. Com a música não é diferente, hoje vivemos no tempo em que o ensino de música, após longo tempo ausente, retorna ao currículo do Ensino Básico, através da Lei 11.769/08. A presença do termo ensino coletivo na música pode ser remontada a partir das metodologias do ensino de música, não necessariamente com o foco como se pretende elucidar aqui, mas no surgimento de ideias de educadores que pensaram na democratização do ensino de música como: Dalcroze, Kodály, Suzuki, Villa Lobos, entre outros. No Brasil, podemos destacar o método utilizado em bandas de música conhecido como método Da capo, outro exemplo pode ser o método El Sistema aplicado nas escolas venezuelanas. Entretanto o que pretende-se destacar como Ensino Coletivo é a metodologia que possui em seus princípios:
a) Articular alunos de diferentes níveis de conhecimento e prática musical; b) Desenvolver dinâmica de aula que não parta do individual para o coletivo; c) Inserir a técnica instrumental no cotidiano da prática musical; d) Introduzir a leitura musical após a prática musical; e) Sistematizar informações relativas a elementos estruturantes da música (harmonia e outros), a partir da prática; f) Selecionar repertório a partir das sugestões dos alunos; g) Criar arranjos musicais que propiciem a prática musical coletiva; h) Aproveitar o potencial de cada aluno, articulando-o ao grupo.(Freire, Freire e Jardim, 2010, p.4-5)

## O Ensino Coletivo
O Ensino Coletivo é uma metodologia de ensino que prioriza, em um de seus princípios, a realização musical coletiva articulando grupos de pessoas heterogêneas. O ensino coletivo proporciona ao indivíduo o estimulo de desvendar novos mundos de acordo com a realidade cultural e histórica que vive. Assim como fala Souza (2004)"As experiências musicais vividas pelas crianças em relação à televisão contribuem para novos conhecimentos das pesquisas sobre os meios de comunicação e para uma visão diferenciada do papel da mídia no cotidiano de crianças e seus processos de apropriação. Sobretudo busca valorizar as experiências cotidianas das crianças, sua vida no bairro e seus consumos musicais, questionando o que os alunos aprendem dentro da escola e, não menos importante, fora da escola."</ref>SOUZA, Jusamara. Educação Musical e Práticas Sociais. In: Revista da Abem, n.10. Porto Alegre, março 2004, p.7-11.</ref>.
Para TOURINHO (2007) O Ensino coletivo é "uma transposição inata de comportamento humano de observação e imitação para o aprendizado musical". Cruvinel, em seu livro Educação Musical e Transformação Social: Uma experiência com ensino de cordas, destaca dois importantes pontos que o ensino coletivo de cordas pode promover: a iniciação instrumental do aluno e a democratização do ensino de música, promovendo a transformação do ser humano e consequentemente o da sociedade. Ainda neste livro, Cruvinel fala que“o ensino em grupo possibilita uma maior interação do indivíduo com o meio e com o outro, estimula e desenvolve a independência, a liberdade, a responsabilidade, a auto-compreensão, o senso crítico, a desinibição, a sociabilidade, a cooperação, a segurança e, no caso específico do ensino da música, um maior desenvolvimento musical como um todo.

## Princípios do Ensino Coletivo
A metodologia Coletiva possui alguns princípios dos quais podem-se destacar, como mais importantes no ato do ensino:
1. A integração de grupos heterogêneos, não havendo classificação por níveis de habilidade.
2. Prática sempre coletiva.
3. A imitação como ponto de partida para a prática musical.
4. Atividades diferenciadas conforme o nível de habilidade do aluno, onde ele participe ao mesmo tempo com alunos mais experientes.
5. A leitura musical deve suceder a prática e somente ser introduzida gradativamente conforme o desenvolvimento das aulas.